# Арсен Не
Арсен Не (фр. Arsène Né; 4 січня 1981, Абіджан) — івуарійський футболіст, захисник.

## Біографія
Професійну кар'єру розпочав у клубі «АСЕК Мімозас».
З 2001 по 2004 рік виступав за «Беверен». Влітку 2004 року перейшов в донецький «Металург». В чемпіонаті України дебютував 14 березня 2004 року в матчі проти донецького «Шахтаря» (2:0). У сезоні 2007/08 виступав на правах оренди за бельгійський «Жерміналь Беєрсхот».
В подальшому виступав за бельгійські клуби «Ейпен» та «Гасселт».

## Особисте життя
Його молодший брат Марко також професійний футболіст.